# Хренове (Бобровський район)
Хренове (рос. Хреновое) — село у Бобровському районі Воронезької області Російської Федерації.
Населення становить 4983 особи. Входить до складу муніципального утворення Хреновське сільське поселення.

## Історія
Населений пункт розташований у межах українського історико-культурного регіону Східної Слобожанщини. Від 1928 року належить до Бобровського району, спочатку в складі Центрально-Чорноземної області, а від 1934 року — Воронезької області.
Згідно із законом від 15 жовтня 2004 року входить до складу муніципального утворення Хреновське сільське поселення.

## Населення
| 1959  | 1979  | 2000  | 2002  | 2005  | 2010  | 2012  |
| ----- | ----- | ----- | ----- | ----- | ----- | ----- |
| 7192  | ↘5815 | ↗6174 | ↘5553 | →5553 | ↘4875 | ↘4816 |
| 2013  | 2014  | 2015  | 2016  | 2017  | 2018  |       |
| ↘4789 | ↘4734 | ↗4905 | ↗5047 | ↘5032 | ↘4983 |       |